# فرانک آدکوک
سر فرانک عزرا آدکوک (به انگلیسی: Sir Frank Ezra Adcock) (متولد ۱۵ آوریل ۱۸۸۶ – مرگ: ۲۲ فوریه ۱۹۶۸) عضو آکادمی بریتانیا، مورخ و استاد تاریخ باستان در دانشگاه کمبریج بین سال‌های ۱۹۲۵ تا ۱۹۵۱ بود. علاوه بر این، او به عنوان رمزنگارنده در ارتش بریتانیا، در هر دو جنگ جهانی اول و دوم خدمت کرد. او جز ویراستاران تاریخ باستان کمبریج بوده است.
فرانک آدکوک فرزند توماس دراپر آدکوک، رئیس مدرسه صنعتی دسفورد و مری استر کالتمن بود. او در مدرسه ویگستون درس خواند. برای مطالعات کلاسیک، به کالج کینگز در دانشگاه کمبریج رفت.